# Probištip
Probištip (Macedonisch: Пробиштип) is een gemeente in Noord-Macedonië.
Probištip telt 16.193 inwoners (2002). De oppervlakte bedraagt 325,57 km², de bevolkingsdichtheid is 49,7 inwoners per km².